# روزالي غاردنر جونز
روزالي غاردنر جونز (بالإنجليزية: Rosalie Gardiner Jones)‏ (24 فبراير 1883 – 12 يناير 1978) هي منادية بحق المرأة في الاقتراع، والتي أخذت إيملين بانكيرست مثالا، وبعد سماعها للنساء البنيات نظمت مسيرات لجذب الانتباه إلى أسباب حق المرأة في الاقتراع. كانت تُعرف باسم «الجنرال جونز» بسبب لاحقتها.

## حياتها المبكرة وتعليمها
وُلدت جونز في كولد سبرينغ، نيويورك. والدتها هي ماري إليزابيث جونز والتي تنحدر من عائلة ثرية من الطبقة العليا. والدها هو الطبيب أوليفر ليفينغستون جونز. عندما ماتت والدة روزالي في 1918 من الإنفلونزا الإسبانية، ورث ابنها مزرعة العائلة. إلا أنه وبعد سنوات طويلة من الكفاح للحصول على المنزل وبعد اتهامات بسوء إدارة المزرعة، ورثت روزالي المزرعة. كان لروزالي ووالدتها رأيان مختلفان تماما عن حق المرأة في التصويت. فبينما كانت والدتها جزءا من مؤسسة مناهضة حق المرأة في التصويت بنيويورك، كانت روزالي ناشطة منادية بحق المرأة في الاقتراع.

## الحياة الشخصية
في 15 مارس 1927، تزوجت جونز من كلارينس ديل وهو عضو بمجلس الشيوخ الأمريكي بواشنطن. انتهى ذلك الزواج بالطلاق وهو ما انتشر بين العامة. اتهمها ديل بكونها زوجة لا تطاق وبإحراجها لها طوال الوقت. بعد طلاقها، ترشحت جونز على مقعد بالكونغرس لكنها لم تنجح في نوفمبر 1936 كممثلة عن الحزب الديمقراطي.
ماتت جونز في 12 يناير 1978 وتم نثر رمادها على مقبرة والدتها في كنيسة القديس جونز في كولد سبيرنغ هاربر، نيويورك.